# Rolf Wohlin
Rolf Arne Wohlin, född den 3 mars 1938 i Adolf Fredriks församling, Stockholm, är en svensk diversekonstnär, verksam som målare, ordkonst, ljudkonst, fotografi och filmregi. Han har en lång sejour som föredragshållare och kåsör i Sveriges Radio i ämnen från arkitektur, om Sagrada Familia på 1970-talet till musik, som 1 mars 2009 om Miles Davis ”Kind of blue”.
Wohlin är bosatt i Trosa.

## Biografi
Rolf Wohlin är son till fabrikören Seth Arne Wohlin och Karin Christina Thilén. Wohlin fick tidigt intresse för fotografi och bildkonst. Redan under gymnasietiden gjorde han abstrakta framställningar på skivor av kork. En språkresa till franska Beaulieu-sur-Mer 1956 blev konstfärdigt dokumenterad med egna fotografier och teckningar, som lät ana att här fanns talang. Efter studentexamen 1959 och tidigt avbrutna studier vid Konstfackskolan i början av 1960-talet utbildade han sig via självstudier under upprepade vistelser i Spanien och Paris. Han debuterade med en utställning på Gröna paletten i Stockholm 1961 med en serie målningar i olja på kork. Han arrangerade 1962 utställningen Suspect 62 på Gröna paletten där överskottet skänktes till Stockholmsstudenternas akademikerhjälp. 1963 visade han på en separatutställning i Stockholm en serie informella målningar med olika färgkombinationer.
Wohlin regisserade under 1960–1970-talen ett flertal kortfilmer som fick Svenska Filminstitutets kvalitetsbidrag, bland annat en industrifilm om plast och filmen Kaos – syntes i stensom handlade om Antoni Gaudí. Vidare bidrog han bland annat som illustratör med bilder från 1970-talet till Per Wästbergs Sommaröarna (1982).
Wohlin har under åren särskilt intresserat sig för arkitektur och har besökt och upplevt stora och små rum i viktiga europeiska städer och från dessa metropoler blandat ordvändningar med egna bildvinklar i tidskrifts- och bokform under 1990-talet och framgent. I hemkommunen Trosa har han ifrågasatt den arkitektoniska utvecklingen av småstadsmiljön särskilt i kvarteren Fiskpigan och Ölstugan. Innehållet är stadsplanering i småstaden och negativ utveckling av stadsmiljön i Trosa i motsats till den i Hjo och Nora, där han väljer ”skalan” till värdemätare :
"Skalan är ett avvägningsproblem, som egentligen inte har med storlek att göra, men som har en avgörande betydelse för vårdandet av en småstads minne. Skalan blir en värdekonservativ kod, som skulle kunna översättas med arkitektonisk moral. Skalan är med andra ord småstadens rättesnöre."
Han har fått svar på tal från en av arkitekterna, Håkan Zätterlund, som menar att
"Många tycker att Rolf inte ska bemötas, då han är en kåsör. Men man kan inte alltid stillatigande låta honom uttala sig....Det allra bästa är att den som vill åker till Trosa och ser husen i verkligheten. Arkitektur upplevs som bäst då!" .
Ett färskt estradexempel är Föreningen Lidingökonstnärer som i samverkan med Lidingö stad Kultur och fritid i februari 2009 arrangerade ett föredrag med titeln “Ett måleri som inte böjer sig för något” av Rolf Wohlin om den amerikanske expressionisten Willem de Kooning, som belyste dennes konstnärskap i förhållande till hans äventyrliga privatliv.

## Filmografi
- Interieur (1961)
- Var en ängel (1963)
- Kaos - syntes i sten (1965)
- Att ge människan ett tema (1968)
- Spillkråka (1970)
- Trut, träck & tordmule (1972), även produktion

## Utställningar
- Natursyn: Foto totem ting poesi. Göteborgs konstmuseum april - september (1982)

## Biografier
- Christina Engfors Red., Rolf Wohlin - Önskemål om morgondagens kritik. (I boken bereds plats för Rolf Wohlin och hans personliga och intensiva förhållande till arkitekturen). Arkitekturmuseet Publicering.

## Utmärkelser
- Svenska Filminstitutets kvalitetsbidrag
- Sommarvärd 15 augusti 1993